# Sława Przybylska

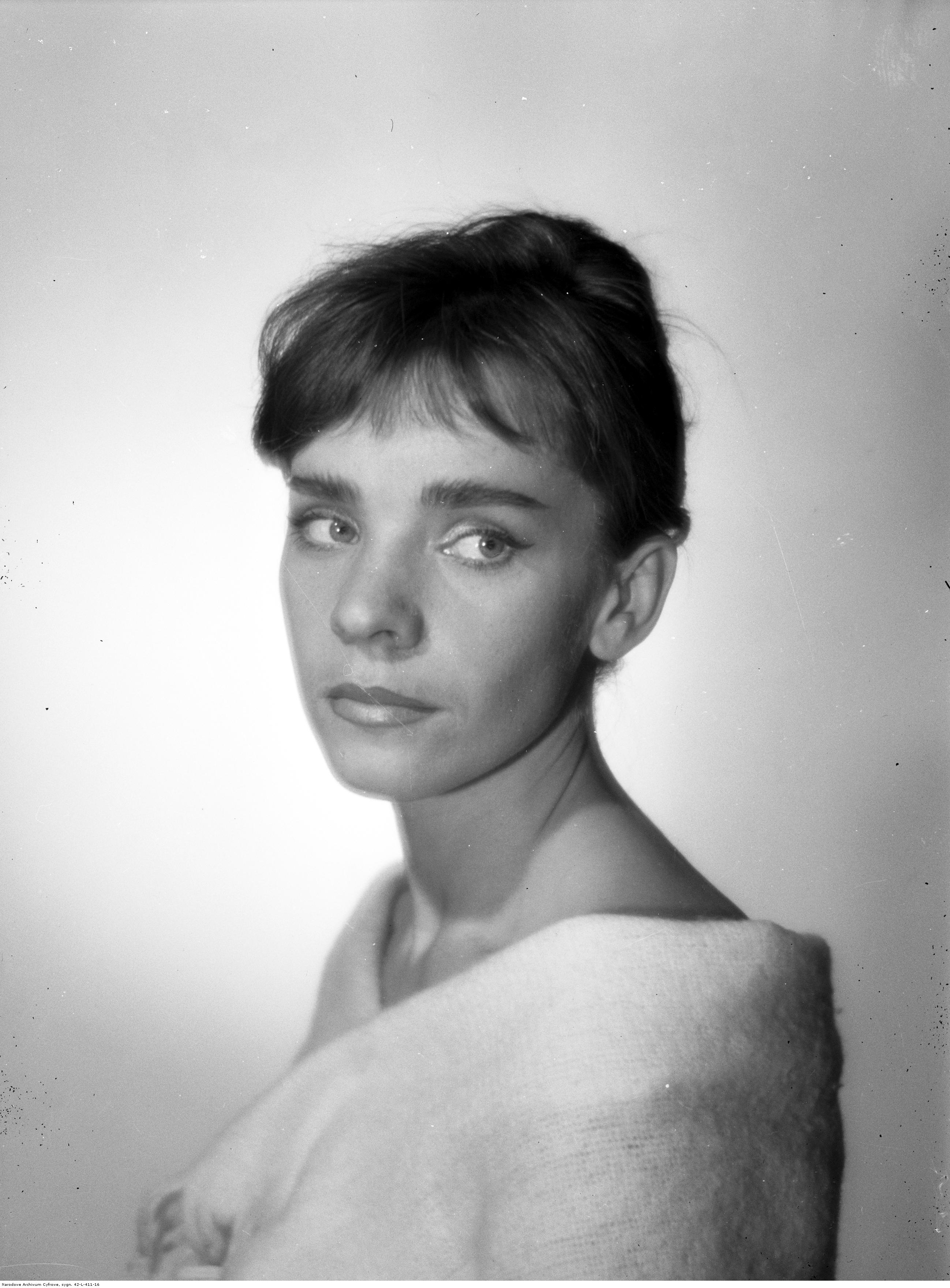
Sława Przybylska

Sława Przybylska-Krzyżanowska (* 2. November 1932 in Międzyrzec Podlaski) ist eine polnische Sängerin und Schauspielerin.

## Leben
Przybylska absolvierte eine staatliche Kunsthochschule und sie studierte auch Außenhandelsökonomie in Warschau. Während der Studienzeit war sie künstlerisch aktiv und auch bei Radiosendungen präsent. Ihr Bühnendebüt hatte sie in den 1950er Jahren, berühmt wurde sie 1958 mit dem Lied Pamiętasz była jesień im Film Pożegnania (Abschied) von Wojciech Has.
Der polnische Präsident Aleksander Kwaśniewski verlieh ihr den Orden Polonia Restituta.

## Die populärsten Lieder von Sława Przybylska
- Siedzieliśmy na dachu
- Ach panie panowie
- Gdzie są kwiaty z tamtych lat?
- Krakowska kwiaciarka
- Pamiętasz była jesień
- Piosenka o okularnikach
- Słodkie fiołki
- Widzisz mała
- Tango bolero
- Ciao, ciao bambina
- Gorąca nocą
- Tango notturno
- Patrzę na twoją fotografię
- Pensylwania!!!
- Na Francuskiej
- Przyjdzie dzień

## Alben
- 1962: Sława Przybylska
- 1963: Sława Przybylska 2
- 1966: Ballady i piosenki
- 1966: Ballady i piosenki cz.2
- 1968: Nie zakocham się
- 1970: U brzegów Candle Rock
- 1972: Sława Przybylska
- 1973: Jak z dawnych lat
- 1979: Związek przyjacielski
- 1988: Sława Przybylska śpiewa ulubione przeboje
- 1992: Rodzynki z migdałami
- 1992: Minuty nadziei
- 1993: Ałef-Bejs - Pieśni i piosenki żydowskie
- 2009: 40 piosenek Sławy Przybylskiej